# Fontinalis
Fontinalis (Hedw., 1899) è un genere di muschi acquatici subacquei appartenenti alla famiglia Fontinalaceae.

## Distribuzione e habitat
Le specie appartenenti a questo genere di muschi, chiamati anche "muschi d'acqua", sono diffuse in tutto l'emisfero boreale e includono sia organismi che vivono in ambienti lentici, ossia con acqua stagnante, sia organismi che vivono in ambienti lotici, ossia con acqua corrente.
In generale, le specie di questo genere si trovano nell'acqua corrente e pulita, ma in alcune parti del mondo la stessa specie è stata trovata in canali di cemento che ricevevano effluenti di risaia o su fondali rocciosi di ruscelli non esenti da inquinamento. Generalmente questo genere di muschi si presenta in acqua acida (pH 4-5,5), ma le popolazioni europee e giapponesi sembrano in grado di occupare anche le acque a pH neutro. Le alte temperature e la luce intensa sembrano essere i peggiori nemici di questi muschi, tanto che la maggior parte dei taxa esaminati cresce meglio a 15 °C, mentre Fontinalis neomexicana sembra trovarsi meglio ad una temperatura di 10 °C. Prove di laboratorio hanno dimostrato che dopo circa cinque settimane a 20 °C tutte le specie studiate diventano brune e cessano di crescere, senza però che ciò significhi la loro morte, dato che le specie possono riprendere a crescere una volta tornate a temperature più basse.
Sono generalmente molto sensibili al rame, che risulta tossico per questi muschi già in una concentrazione di 3 ppm, causando una perdita di cloroplasti, alte concentrazioni di feofitina a e un conseguente aspetto clorotico delle punte dei piccoli rami; oltre le 10 ppm, invece, si ha una plasmolisi irreversibile e un conseguente scolorimento di tutte le cellule. Questi muschi sono invece relativamente insensibili al cadmio, quantomeno finché esso non raggiunge concentrazioni tossiche anche per la maggior parte degli invertebrati e dei pesci. Come molti altri muschi, anche i Fontinalis sono buoni accumulatori di metalli pesanti e in alcuni casi possono essere utili per ripulire un ambiente da un inquinamento di tali sostanze; il loro vantaggio è inoltre dato dal fatto che, una volta morti, essi non rilasciano nell'ambiente tali metalli poiché questi ultimi vengono per la maggior parte legati alle pareti cellulari e ad altre strutture che non si disintegrano facilmente dopo la morte dell'organismo.

## Tassonomia
Il genere Fontinalis comprende le seguenti specie:
- Fontinalis antipyretica Hedw.
- Fontinalis bogotensis Hampe
- Fontinalis dalecarlica Bruch & Schimp.
- Fontinalis dichelymoides Lindb.
- Fontinalis flaccida Renauld & Cardot
- Fontinalis howellii Renauld & Cardot
- Fontinalis hypnoides Hartm.
- Fontinalis missourica Cardot
- Fontinalis neomexicana Sull.
- Fontinalis novae-angliae Sull.
- Fontinalis perfida Cardot
- Fontinalis pristina Lesq.
- Fontinalis redfearnii B.H.Allen
- Fontinalis sismondana Schimp.
- Fontinalis sphagnifolia (Müll. Hal.) Wijk & Margad.
- Fontinalis squamosa Hedw.
- Fontinalis sullivantii Lindb.
- Fontinalis tournalii (Brongn.) Schimp.
- Fontinalis welchiana B.H.Allen